# Liste von Seen in Island
Hier ist eine Liste von Seen in Island, zum Teil mit ihrer Fläche und/oder Tiefe.
Als größter See Islands gilt der Þórisvatn mit einer Fläche von 83 bis 88 km². Der tiefste See mit einer Tiefe von 284 m ist der Jökulsárlón.
| Bild | Name des Sees                                | Fläche (in km²)                                    | Tiefe (in m) |
| ---- | -------------------------------------------- | -------------------------------------------------- | ------------ |
|      | Þórisvatn                                    | 83–88                                              | 113          |
|      | Þingvallavatn                                | 82                                                 | 114          |
|      | Hálslón                                      | 57                                                 | 200          |
|      | Blöndulón                                    | 56/57                                              | 39           |
|      | Lagarfljót (Lögurinn)                        | 53                                                 | 112          |
|      | Mývatn                                       | 37                                                 | 4,2          |
|      | Hágöngulón                                   | 37                                                 |              |
|      | Hvítárvatn                                   | 30                                                 | 84           |
|      | Langisjór                                    | 27                                                 | 75           |
|      | Kvíslavatn                                   | 20                                                 |              |
|      | Sultartangalón                               | 20                                                 |              |
|      | Jökulsárlón                                  | 18, vergrößert sich, weil der Gletscher abschmilzt | 284          |
|      | Grænalón                                     | 18                                                 |              |
|      | Skorradalsvatn                               | 14,7                                               | 48           |
|      | Sigöldulón                                   | 14                                                 |              |
|      | Apavatn                                      | 13,6                                               | 2,5          |
|      | Svínavatn                                    | 11,78                                              | 38,5         |
|      | Öskjuvatn                                    | 11                                                 | 220          |
|      | Vesturhópsvatn                               | 10,3                                               | 28           |
|      | Höfðavatn                                    | 10                                                 | 6,4          |
|      | Kleifarvatn                                  | 10, hängt von geologischen Umständen ab            | 97           |
|      | Hítarvatn                                    | 7,6                                                | 24           |
|      | Hestvatn                                     | 6,8                                                | 61,5         |
|      | Langavatn                                    | 5,1                                                | 36           |
|      | Hvalvatn                                     | 4,1                                                | 160–180      |
|      | Haukadalsvatn                                | 3,28                                               | 41           |
|      | Úlfljótsvatn                                 | 2,45                                               | 20           |
|      | Laugarvatn                                   | 2,14                                               |              |
|      | Elliðavatn                                   | 1,8                                                | 2,7          |
|      | Hreðavatn                                    | 1,3                                                | 20           |
|      | Leirvogsvatn                                 | 1,2                                                | 16           |
|      | Urriðavatn                                   | 1,1                                                | 15           |
|      | Hafravatn                                    | 1,02                                               | 28           |
|      | Geitabergsvatn                               | 0,9                                                | 21,0         |
|      | Kerið                                        | 0,05                                               | 7–14         |
|      | Víti (Krafla)                                | 0,03                                               | 33           |
|      | Spákonuvatn                                  | 0,026                                              |              |
|      | Víti (Askja)                                 | 0,01                                               | 8            |
|      | Grímsvötn (subglazial unter dem Vatnajökull) |                                                    |              |
|      | Breiðárlón                                   |                                                    |              |
|      | Fjallsárlón                                  |                                                    |              |
|      | Frostastaðavatn                              | 2,6                                                | 11,0         |
|      | Hagavatn                                     |                                                    |              |
|      | Hvítavatn                                    |                                                    |              |
|      | Tjörnin                                      | 0,087                                              |              |